# هوسپ تیگرانوف
هوسپ فادیی تیگرانوف (ارمنی: Հովսեփ Ֆադեյի Տիգրանով؛ زادهٔ  - درگذشته ) یک سیاستمدار و فرد نظامی اهل ارمنستان که از تاریخ ژانویه ۱۹۱۱ تا تاریخ مارس ۱۹۱۲ سمت شهردار ایروان را برعهده داشت.

## زندگی‌نامه
تاریخ تولد و محل تولد و تاریخ درگذشت و مرگ وی نامعلوم است.

## یادداشت
1. ↑  Դրոշ Երևանի քաղաքագլուխ